# 阿氏樹鬚魚
阿氏樹鬚魚為輻鰭魚綱鮟鱇目棘茄魚亞目鬚角鮟鱇科的其中一種，發現於大西洋馬德拉群島及太平洋巴拿馬灣海域，屬深海魚類，雌魚體長可達5公分，屬肉食性，雄魚寄生在雌魚身上。

## 擴展閱讀
維基物種上的相關：阿氏樹鬚魚